# آی‌ان‌اس نیشنک (کی۴۳)
آی‌ان‌اس نیشنک (کی۴۳) (به انگلیسی: INS Nishank (K43)) یک کشتی است که طول آن ۵۶ متر (۱۸۴ فوت) می‌باشد.